# N20 (Frankrijk)
De N20 of Route nationale 20 is een nationale weg in het zuiden van Frankrijk. De weg loopt van Pamiers via Foix en Tarascon-sur-Ariège naar de grens met Spanje. De weg is ongeveer 109 kilometer lang en onderdeel van de E9 tussen Orléans en Barcelona. In Spanje loopt de weg als N-152 verder naar Puigcerdà en Barcelona.

## Geschiedenis
In 1811 liet Napoleon Bonaparte de Route impériale 23 aanleggen van Parijs naar Toulouse en Spanje. In 1824 werd de huidige N20 gecreëerd uit de Route impériale 23. Deze weg liep van Parijs via Orléans, Limoges, Toulouse en Foix naar de grens met Spanje en was 855 kilometer lang.
In de jaren negentig werd de A20 aangelegd tussen Vierzon en Toulouse. Enkele delen van de N20 werden omgebouwd tot autosnelweg als onderdeel van de A20.

### Declassificaties
Door de aanleg van de parallelle autosnelwegen A10, A61, A20, A66 nam het belang van de N20 op veel plaatsen sterk af. Daarom zijn grote delen van de weg in 2006 overgedragen aan de departementen. Deze delen hebben daardoor nummers van de departementale wegen. De overgedragen delen van de N20 kregen de volgende nummers:
- Hauts-de-Seine: D920
- Val-de-Marne: D920
- Essonne: RNIL 20
- Eure-et-Loir: D2020
- Loiret: D2020
- Loir-et-Cher: D2020
- Cher: D2020
- Indre: D920
- Creuse: D220
- Haute-Vienne: D220 (tot Limoges)
- Haute-Vienne: D320 (van Limoges tot Boisseuil)
- Haute-Vienne: D420 (vanaf Pierre-Buffière)
- Corrèze: D920
- Lot: D820
- Tarn-et-Garonne: D820
- Haute-Garonne: D820
- Haute-Garonne: D120 (bij Toulouse)
- Ariège: D820

N1 · N2 · N3 · N4 · N5 · N6 · N7 · N9 · N10 · N11 · N12 · N13 · N14 · N15 · N17 · N19 · N19J · N20 · N21 · N22 · N24 · N25 · N27 · N28 · N31 · N33 · N34 · N36 · N37 · N41 · N42 · N43 · N44 · N47 · N49 · N51 · N52 · N57 · N58 · N59 · N61 · N61A · N65 · N66 · N67 · N70 · N77 · N79 · N80 · N82 · N83 · N85 · N86 · N87 · N88 · N89 · N90 · N94 · N98 · N100 · N102 · N104 · N105 · N106 · N109 · N112 · N113 · N116 · N118 · N118A · N118B · N122 · N123 · N124 · N125 · N126 · N129 · N134 · N135 · N136 · N137 · N138 · N141 · N142 · N145 · N147 · N149 · N150 · N151 · N154 · N157 · N158 · N159 · N162 · N164 · N165 · N166 · N171 · N174 · N175 · N176 · N182 · N184 · N186 · N186A · N186B · N188 · N191 · N192 · N201 · N202 · N205 · N209 · N216 · N221 · N224 · N225 · N227 · N230 · N237 · N244 · N248 · N249 · N250 · N254 · N265 · N274 · N282 · N296 · N301 · N303 · N306 · N314 · N315 · N316 · N320 · N324 · N330 · N337 · N338 · N346 · N353 · N356 · N363 · N385 · N388 · N401 · N406 · N410 · N416 · N425 · N431 · N440 · N441 · N444 · N446 · N449 · N481 · N486 · N488 · N489 · N520 · N524 · N532 · N537 · N542 · N543 · N568 · N569 · N572 · N580 · N814 · N844 · N1007 · N1012 · N1013 · N1014 · N1019 · N1021 · N1029 · N1031 · N1043 · N1050 · N1075 · N1083 · N1104 · N1113 · N1134 · N1135 · N1141 · N1154 · N1338 · N1547 · N1569 · N2028 · N2043 · N2057 · N2162 · N2249